# Rūjiena

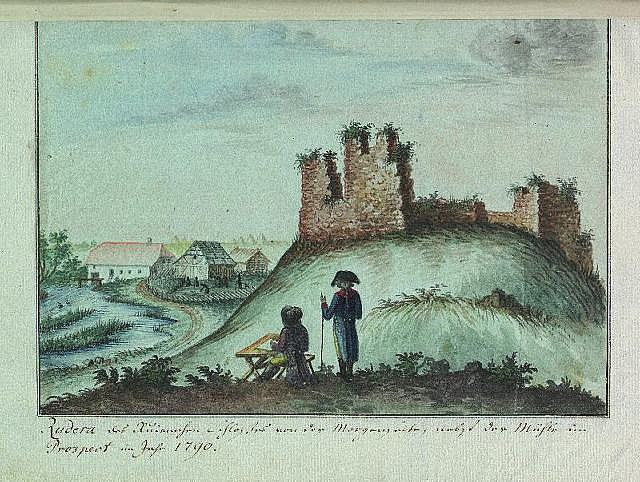
Rūjiena dessinée en 1790 par Johann Christoph Brotze.

Rūjiena (en allemand : Rujen) est une ville dans le nord de Vidzeme en Lettonie. Elle est située sur les rives de la Rūja qui lui a donné son nom. C'est le centre administratif de Rūjienas novads.
En 2015, sa population était de 3 137 habitants.